# شهرستان کراپیوینسکی
شهرستان کراپیوینسکی (به لاتین: Krapivinsky District) یک شهرستان در روسیه است که در استان کمروو واقع شده‌است.